# ودیا بالن
ودیا بالن (تلفظ: ʋɪd̪jaː baːlən؛ تامیلی: வித்யா பாலன்، مالایالامی: വിദ്യാ ബാലൻ، مراتی: विद्या बालन، هندی: विद्या बालन، انگلیسی: Vidya Balan؛ زادهٔ ۱ ژانویهٔ ۱۹۷۹) بازیگر هندی است. وی از سال ۲۰۰۳ میلادی تاکنون مشغول فعالیت بوده‌است. از فیلم‌هایی که وی در آن نقش داشته‌است می‌توان به داستان اشاره کرد.

## زندگی‌نامه
ودیا بالن در ۱ ژانویه ۱۹۷۹ در بمبئی به دنیا آمد. او کار خود را از سال ۲۰۰۳ آغاز کرده‌است و تاکنون ادامه دارد.

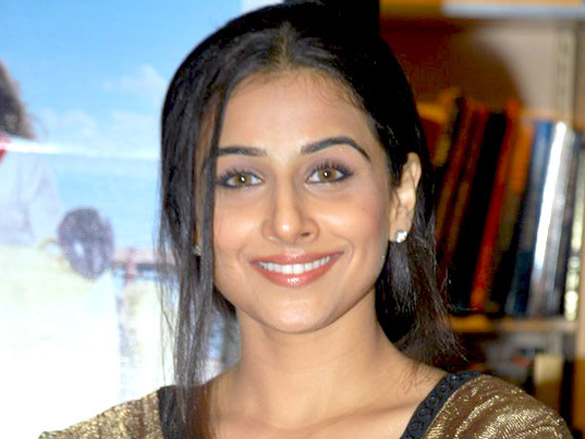
در سال ۲۰۰۶

## فیلم‌شناسی

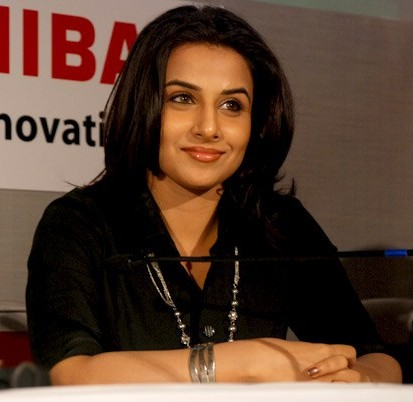
در سال ۲۰۰۸

فهرست برخی از فیلم‌هایی که ودیا بالان در آنها به ایفای نقش پرداخته‌است:
- متشکرم
- بیگم جان
- هزارتو
- سلام کوچولو
- روزی روزگاری در بمبئی دوباره!
- زن متأهل
- اکلاویا
- ادامه بده منا بهائی
- صدایت را بالا ببر
- سه
- هیچ‌کس جسیکا را نکشت
- یک عکس بگیرید
- داستان
- داستان ۲
- عکس کثیف
- گورو
- دیوانه
- ارومی
- داستان ناقص ما
- عاشقی
- سولوی تو
- بابی جاسوس
- عملیات مریخ
- سوار بر فراری
- روی دیگر ازدواج
- شاکونتالا دوی
- مراقب باش
- اک آلبلا
- ن. ت. ر: قهرمان
- ن. ت. ر: رهبر بزرگ
- نگاه مستقیم
- شیرزن
- گردهمایی
- انگیزه

## جوایز
وی همچنین برنده جوایزی همچون جوایز فیلم‌فیر شده‌است.